# Mentocrex beankaensis
Il rallo degli tsingy (Mentocrex beankaensis Goodman, Raherilalao e Block, 2011) è un uccello della famiglia Sarothruridae, originario del Madagascar occidentale. Si distingue dall'altra specie di Mentocrex, il Mentocrex kioloides, per le maggiori dimensioni e la colorazione della gola e della testa.

## Distribuzione e habitat
Vive, come indica il nome, nelle foreste decidue che crescono tra gli tsingy, le caratteristiche formazioni rocciose calcaree di aspetto a guglia delle regioni centro-occidentali del Madagascar.

## Biologia
Essendo stato scoperto solamente da poco tempo, non abbiamo ancora molte notizie sulla biologia di questo animale, ma è probabile che il suo stile di vita non si discosti molto da quello del rallo golabianca.